# Dungu
 Ikke at forveksle med Dungu (flod).
Dungu (udtale: /ˈdʊŋɡuː/ DUUNG -goo) er en by i provinsen Haut-Uele i Demokratiske Republik Congo med 	52.000 indbyggere (2009). Den ligger syd for Garamba nationalpark, hvor floderne Dungu og Kibali løber sammen og danner Uele-floden. Dungu ligger i et terræn med skovklædt savanne, og klimaet er tropisk.
Det er den vigtigste by i Dungu-territoriet, og har hospital, sygeplejeskole, gymnasium, og en katedral - da den er sæde for det katolske Ndoromo–Dungu Stift.

## Historie

### Kolonial historie
I 1942 fik den belgiske territorialadministrator Schollaert til opgave at bygge en bro over Dungufloden; Han sparede på brobyggeriet, og byggede et slot i middelalderstil med 40 værelser mellem Dungu- og Kibali-floderne, for de sparede midler.

### Nyere historie og situation
Siden begyndelsen af 1990'erne har sudanesiske flygtninge fra den anden sudanesiske borgerkrig boet nord for Dungu i to flygtningelejre, Kaka I og Kaka II. Lejrene er oprettet af Oxfam Quebec, der er en partner for UNHCR i Den Demokratiske Republik Congo.
I september 2005 gik Joseph Konys Lord's Resistance Army (LRA) ind i Dungu-territoriet fra Sudan og slog sig ned i Garamba nationalpark. Som følge af angreb, har Læger uden Grænser siden oktober 2008 haft et hold i Dungu til at hjælpe de sårede og med de fordrevnes helbredsbehov. De blev snart efterfulgt af andre internationale nødhjælps-NGO'er såsom Solidarités, Oxfam Quebec, Cesvi, Coopi, Dansk Flygtningehjælp og Medair. I december 2008 angreb LRA byen Dungu, hvilket resulterede i, at alle indbyggere midlertidigt flygtede.
I august 2009 var 100.000 mennesker i Dungu-territoriet blevet fordrevet af kampene, ifølge en rapport fra Radio Okapi.
LRA-krisen har påvirket hele Haut-Uele-distriktet, og Dungu bruges som hovedbase for operationer for de fleste, hvis ikke alle, internationale og lokale humanitære organisationer, herunder MONUC og FN-agenturer.
Dungu-Uye Airport ligger sydøst for byen.

## Galleri
- En kolonibygning
- Broen over Dungu-floden
- Broen over Dungu-floden
- Dungu-floden
- Fiskefælder i Uele-floden